# Макарищева, Капитолина Васильевна
Капитоли́на Васи́льевна Мака́рищева (22 октября 1912, Тула — 6 марта 1990, там же) — многолетняя работница Тульского машиностроительного завода, Герой Социалистического Труда.

## Биография
Родилась 22 октября 1912 года в городе Туле, в рабочей семье. В 1930 году окончила фабрично-заводское училище, после чего работала на Тульском оружейном заводе фрезеровщицей и зуборезчицей. Была одной из первых стахановок и многостночниц на предприятии. 8 июня 1939 года награждена медалью За трудовое отличие. В 1941 году перешла на Тульский машиностроительный завод, где сперва работала контролёром наладчиков станков, а с 1942 года на протяжении 30 лет — участковым мастером цеха № 28 мотороллерного производства. 7 марта 1960 года была удостоена звания Героя Социалистического Труда с вручением ордена Ленина и золотой медали «Серп и Молот». В 1972 году вышла на пенсию, но ещё в течение нескольких лет продолжала работать, обучая молодых сотрудников предприятия. Скончалась 6 марта 1990 года.